# Томсон, Александр Иванович
Алекса́ндр Ива́нович То́мсон (Thomson; 1860—1935) — российский и советский лингвист, последователь Ф. Ф. Фортунатова. Член-корреспондент Петербургской Академии наук (1910). Статский советник (1899).

## Биография
Родился 3 (15) июня 1860 близ Дерпта.
С 1878 года учился в Петербургском университете, окончив в 1882 году курс со степенью кандидата по санскрито-персидскому разряду восточного факультета.
В 1897—1932 годах — профессор Новороссийского и Одесского университета, в котором организовал первый в Малороссии кабинет экспериментальной фонетики (перед 1917); член Всеукраинской научной Ассоциации Востоковедения в Харькове. Был товарищем председателя Общества содействия академической жизни Новороссийского университета. До 1917 года он также преподавал сравнительную грамматику на одесских Высших женских курсах Труды по общему и сравнительному языкознанию, санскриту, армянскому языку, исторической фонетике, славянским языкам, орфографии русского языка, экспериментальной фонетике.
Умер 27 ноября 1935 года в Одессе от воспаления лёгких. Похоронен на 2-м Христианском кладбище.
Выступал против лингвистических построений Н. Я. Марра. Среди учеников А. И. Томсона особое место занимают создатель теории речевых жанров М. М. Бахтин и выдающийся филолог-классик И. М. Тронский.

## Награды
- Орден Святой Анны 3-й ст.
- Орден Святого Станислава (Российская империя) 2-й ст. (14.05.1896)
- Медаль «В память царствования императора Александра III»

## Основные работы
- Лингвистические исследования. — СПб., 1887. Т. 1;
- К синтаксису и семасиологии русского языка. — Одесса, 1903;
- Фонетические этюды. — Варшава, 1905;
- К вопросу о возникновении родительно-винительного падежа в славянских языках // Изв. Отделения русского языка и словесности. — 1908. — Т. 13. — Кн. 3;
- Историческая грамматика современного армянского языка города Тифлиса. 2-е изд. — М., 2015<.